# Gloucester-Rind

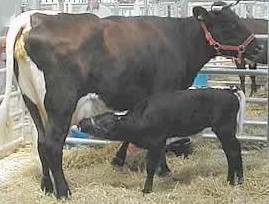
Gloucester-Rind.

Das Gloucester-Rind ist eine Rinderrasse aus Gloucestershire in England, Großbritannien. Die Rasse wurde früher auch als Old Gloucestershire bezeichnet. Die Rasse wird vom britischen Rare Breeds Survival Trust als bedroht eingestuft.
Die Rinder haben eine rotbraune bis schwarzbraune Färbung und eine weiße Bauch- und Rückenfärbung (sogenannte Rückenscheckung). Die Tiere sind mittel- bis großrahmig (Gewicht einer Kuh ca. 500 bis 650 kg).
Gloucester-Rinder gibt es bereits seit dem 13. Jahrhundert in den Cotswolds und dem Severn-Tal.
Sie werden vor allem für ihre Milch geschätzt, die für die Produktion des berühmten Gloucester-Käses verwendet wird, außerdem für ihre Stärke und Gutmütigkeit als Zugochsen und für ihr Fleisch.
1972 war nur noch eine größere Herde dieser Rasse übrig geblieben und das Gloucester-Rind kurz vor dem Aussterben. 1973 wurde deshalb die „Gloucester-Rind-Gesellschaft“ (engl.: Gloucester Cattle Society) gegründet. Heute ist die Rasse mit über 650 registrierten Kühen wieder zahlreicher und vor der unmittelbaren Gefahr des Aussterbens bewahrt.
Der Stinking Bishop ist ein Käse, der ausschließlich aus Gloucester-Milch hergestellt wird.